# Servizio sanitario di urgenza-emergenza medica
Il Servizio sanitario di urgenza-emergenza medica (SSUEM) (da non confondere con il servizio sanitario regionale veneto SUEM), è il servizio di soccorso e allarme sanitario in sede extra-ospedaliera attivo in Italia, che risponde al numero di emergenza sanitaria 118 oppure al numero unico di emergenza 112 dove presente.
Il servizio è composto da delle centrali operative, con competenze provinciali o sovra-provinciali, in cui lavorano tecnici, infermieri e medici, e dai mezzi di soccorso (ambulanze, automediche ed elisoccorsi) che vengono attivati sul territorio nazionale in risposta alle richieste di aiuto e soccorso, pervenute dai privati cittadini.
La gestione e l'organizzazione del servizio può essere di competenza regionale (con aziende regionali dedicate come AREU in Lombardia, ARES 118 nel Lazio e SEUS 118 in Sicilia), provinciale, oppure deputata alle singole Aziende sanitarie locali (ASL).

## Storia

Imola, autodromo Enzo e Dino Ferrari, 30 aprile 1994. Davanti ad un'ambulanza del 118-Bologna soccorso, il pilota brasiliano Ayrton Senna e il medico ufficiale dei Gran Premio di Formula 1, l'inglese Sid Watkins, discutono dopo l'incidente mortale a Roland Ratzenberger nelle qualifiche del Gran Premio di San Marino 1994.

Il primo nucleo 118 è nato a Bologna, il 1º giugno 1990, in occasione dei mondiali di calcio. Nel 1990 Bologna Soccorso era ancora un nucleo indipendente, ma già rispondeva al numero 118 e in contemporanea il numero 118 è stato attivato a Udine. Il primo servizio a coprire una intera provincia è nato a Gorizia nel 1991, scelta come laboratorio dalla regione Friuli-Venezia Giulia che, assieme all'Emilia-Romagna, è stata la prima Regione ad attivare il servizio.
Il servizio 118 vero e proprio è stato istituito in seguito al Decreto-legge sulla sanità (il c.d. "decreto De Lorenzo") a firma del Presidente della Repubblica Francesco Cossiga del 27 marzo 1992, e pubblicato nella Gazzetta Ufficiale n. 76 del 31 marzo 1992, col quale furono costituite le centrali operative 118 anche nelle altre città, sulla base delle innovazioni introdotte a Bologna.
Con la legge n. 9 del 3 agosto 2004 della Regione Lazio viene promossa l'"Istituzione dell'azienda regionale per l'emergenza sanitaria ARES 118", prima azienda sanitaria pubblica dedicata al soccorso extra-ospedaliero per unificare la direzione delle attività 118 prima delegate alle singole Aziende sanitarie provinciali, dotandosi di un organigramma interno assimilabile a quello delle strutture ospedaliere. Segue quindi l'Agenzia Regionale dell'Emergenza Urgenza AREU 118 della Lombardia, che nasce il 2 aprile 2008 con la deliberazione della Giunta regionale n. VIII/6994 in attuazione della legge regionale n. 32/2007, in un primo momento come struttura di coordinamento dei 118 provinciali. L'AREU 118 coordinerà la sperimentazione del sistema 112 in Italia, passando da Azienda ad Agenzia.
Questi punti di forza riguardavano principalmente il coordinamento delle varie associazioni di volontariato, i cui interventi venivano gestiti da un centro unico che impediva sovrapposizioni di interventi e incomprensioni; la gestione delle emergenze fu affidata a personale infermieristico appositamente preparato (con competenze di telecomunicazioni e informatica, oltre a quelle sanitarie), mentre la parte medica venne affidata ad un medico responsabile.

## Il numero di emergenza 118
Il 118 è stato il numero nazionale attivo 24 ore su 24 e sette giorni su sette, gratuito su tutto il territorio italiano, da telefoni fissi e mobili.
La gestione e i compiti del servizio 118 sono stabiliti, di norma, su base regionale e in alcune zone d'Italia, addirittura provinciale e locale. Quindi, non in tutte le zone d'Italia il 118 svolge gli stessi compiti; ad esempio, in Lombardia il 118 svolge anche il compito di coordinamento per il sistema del trasporto urgente di sangue, organi, e della relativa équipe medica per il trapianto, utilizzando mezzi forniti da associazioni convenzionate; nelle regioni dove il 118 è di competenza delle singole province o addirittura locale, invece, si possono trovare lievi differenze, come nella formazione di base del personale e nella tipologia di mezzi impiegati.
In Piemonte, Lombardia, Valle d'Aosta, Friuli-Venezia Giulia, Trentino-Alto Adige, Liguria, Toscana, Umbria, Marche, Sicilia, Emilia-Romagna e Lazio è attivo il NUE, numero unico di emergenza 112, un solo numero telefonico che fa confluire tutte le telefonate effettuate ai numeri di emergenza 112, 113, 115 e 118 ad un'unica Centrale Operativa. Il compito istituzionale del NUE, definito "centralino laico" perché si avvale del lavoro di operatori tecnici non specializzati, è quello di identificare il chiamante e la località per la quale si richiede l'intervento di emergenza, e di inoltrare la richiesta alla competente centrale operativa di secondo livello (emergenza sanitaria, Carabinieri, Polizia e Vigili del Fuoco). Nelle Regioni dove il NUE non è ancora attivato, componendo il 112 rispondono direttamente i Carabinieri.

### La chiamata
La chiamata viene inoltrata automaticamente alla centrale operativa 118 territorialmente competente per la zona da cui proviene la chiamata stessa.
Nelle centrali operano medici, infermieri e operatori tecnici con specifico addestramento; la procedura prevede la localizzazione dell'evento e una valutazione immediata del livello di urgenza della chiamata. Il personale, al momento della risposta:
- localizza l'evento, tramite un software gestionale dedicato, dotato di un modulo di un (sistema informativo geografico), o verifica la correttezza della localizzazione del NUE nelle province in cui è attivo il numero unico delle emergenze;
- valuta la gravità dell'evento, ponendo alcune domande semplici al chiamante, e assegna alla richiesta una priorità di intervento attraverso l'attribuzione di un codice colore di gravità;
- invia i mezzi di soccorso idonei all'emergenza e al suo livello di priorità. I mezzi generalmente utilizzati sono MSB (mezzo di soccorso di base), MSI (mezzo di soccorso intermedio) o MSA (mezzo di soccorso avanzato), quest'ultimo può essere o su gomma o ad ala rotante (elisoccorso)

Le domande poste dall'operatore telefonico riguardano principalmente:
- il luogo dell'emergenza: vanno indicati il comune, la via e il numero civico più vicino. Se necessario, bisogna segnalare eventuali difficoltà sul percorso che potrebbero ostacolare i soccorsi. Se disponibili, e se richieste dall'operatore, potrebbero risultare utili, specialmente per l'intervento dell'elicottero, le coordinate (latitudine, longitudine) rilevate dal GPS;
- cosa è successo: il chiamante deve dare in modo sintetico tutte le informazioni di cui è a conoscenza, specificando:
  - tipologia dell'evento occorso;
  - livello di coscienza della vittima e se la vittima ha respiro e circolo o meno;
  - descrizione della scena e di dettagli, come la presenza di persone incastrate, principi di incendio, sostanze chimiche o pericolose, edifici pericolanti, intralcio al traffico, ecc.
- identificazione del chiamante: viene verificata l'autenticità della chiamata. Il passaggio può essere omesso laddove sia possibile identificare il chiamante tramite il numero di telefono o tramite sistemi di riconoscimento automatico del chiamante;
- recapito telefonico: può essere richiesto (nel caso non sia rilevato automaticamente) per eventuali contatti da parte della Centrale Operativa in caso di necessità, chiarimenti o comunicazioni.

È molto importante che la comunicazione sia chiusa solo dall'operatore e mai dal chiamante, affinché siano rilevati tutti i dati necessari. Dopo la chiamata, è opportuno che il chiamante tenga il telefono libero.

## L'attività di soccorso

### I codici di priorità
A ogni evento, in relazione alle informazioni raccolte, viene associato un Codice Colore di gravità che è riportato nell'elenco sottostante.
Codice Colore e definizione:
- Bianco, non critico: si definisce non critico un servizio che, con ragionevole certezza, non ha necessità di essere espletato in tempi brevi;
- Verde, intervento differibile;
- Giallo, intervento indifferibile-urgente su paziente/i con compromissione di almeno una funzione vitale. Utilizzo del segnale acustico di emergenza (sirena) e lampeggianti blu (in alcune realtà solo su esplicita autorizzazione della Centrale Operativa);
- Rosso, intervento di emergenza su paziente/i con compromissione di più di una funzione vitale. Utilizzo del segnale acustico di emergenza (sirena) e lampeggianti blu (in alcune realtà solo su esplicita autorizzazione della Centrale Operativa);
- Blu, arresto cardiaco, introdotto in alcune regioni (Liguria, Emilia Romagna, Toscana ed altre) anche se, secondo la normativa vigente questo Codice Colore non esiste,[2] e viene utilizzato per differenziare i casi suggestivi[non chiaro] di arresto cardiaco da tutti gli altri.

Ogni fase della gestione di un intervento di soccorso è classificata con un Codice Colore. Esistono perciò dei codici colore che identificano la gravità/priorità dell'evento nelle seguenti fasi (T) del soccorso:
- T0: Codice di Chiamata,
- T1: Codice di Invio del Mezzo,
- T2: Codice di Riscontro Primario,
- T3: Codice di Riscontro Secondario,
- T4: Codice di Rientro del Mezzo,
- T5: Codice di Accettazione in Pronto Soccorso.

Tali Codici vengono assegnati durante le varie fasi della gestione dell'evento dai diversi Operatori del soccorso che vengono a contatto con il paziente.
Pertanto, durante le fasi di un intervento potranno essere Codici Colore anche diversi, in relazione a: tipo di patologia, evoluzione o miglioramento delle condizioni cliniche del Paziente e situazione logistica concomitante.
In alcune realtà esiste anche un Codice Colore Nero assegnabile in fase T2, T3, e T5 che evidenzia pazienti constatati deceduti dai Medici intervenuti sull'evento; il Codice Colore nero non può essere assegnato in fase T0, T1 e T4, in quanto le salme (già acclarate da constatazione di decesso) non possono legittimamente essere trasportate in ambulanza, anche quando il decesso sopraggiunge nella fase di trasporto di emergenza.
Il Codice Bianco invece non può essere assegnato in fase T1 di invio del mezzo, in quanto i Pazienti classificati con tale codice non hanno diritto di accesso al Sistema di Emergenza Sanitaria, ma può essere assegnato in fase di classificazione della chiamata T0, (in tal caso la chiamata non sarà seguita dall'invio del mezzo di soccorso) o di riscontro T2 e T3 (in tal caso il paziente non sarà caricato sul mezzo e trasportato in ospedale); l'ambulanza in rientro senza paziente sarà classificata in Codice Bianco.

### Intervento
Una volta accolta la chiamata, l'infermiere della Centrale Operativa passa la scheda dati a un operatore radio (dispatch), che sceglie il mezzo più idoneo e competitivo disponibile della zona territoriale di competenza (o la più vicina al luogo dell'incidente) alla quale assegnare il servizio.
All'occorrenza, il 118 può anche richiedere l'intervento delle squadre di soccorso alpino.
L'equipaggio del mezzo di soccorso riceve tramite ponte radio dedicato o telefonata da parte della CO 118 alla propria sede o ancora (in alcune realtà, es. Lombardia) tramite una postazione intranet con relativo PC, l'indirizzo, il nominativo del paziente e un codice (che può riunire il codice di priorità e altri dati, come il tipo di intervento e la zona geografica), l'orario e un numero identificativo del servizio. Solo nei casi più gravi vengono date anche informazioni personali sullo stato del paziente, poiché le comunicazioni via radio sono soggette a maggiori rischi riguardanti la privacy.
In caso di incidenti stradali, la Centrale Operativa provvede ad allertare la Polizia stradale o la Polizia Municipale per i rilievi e la gestione del traffico veicolare nel luogo del sinistro, e se necessario i Vigili del Fuoco per il soccorso tecnico.
Per il servizio 118 esistono tre tipologie di mezzi di soccorso standard in vigore in quasi tutte le regioni:

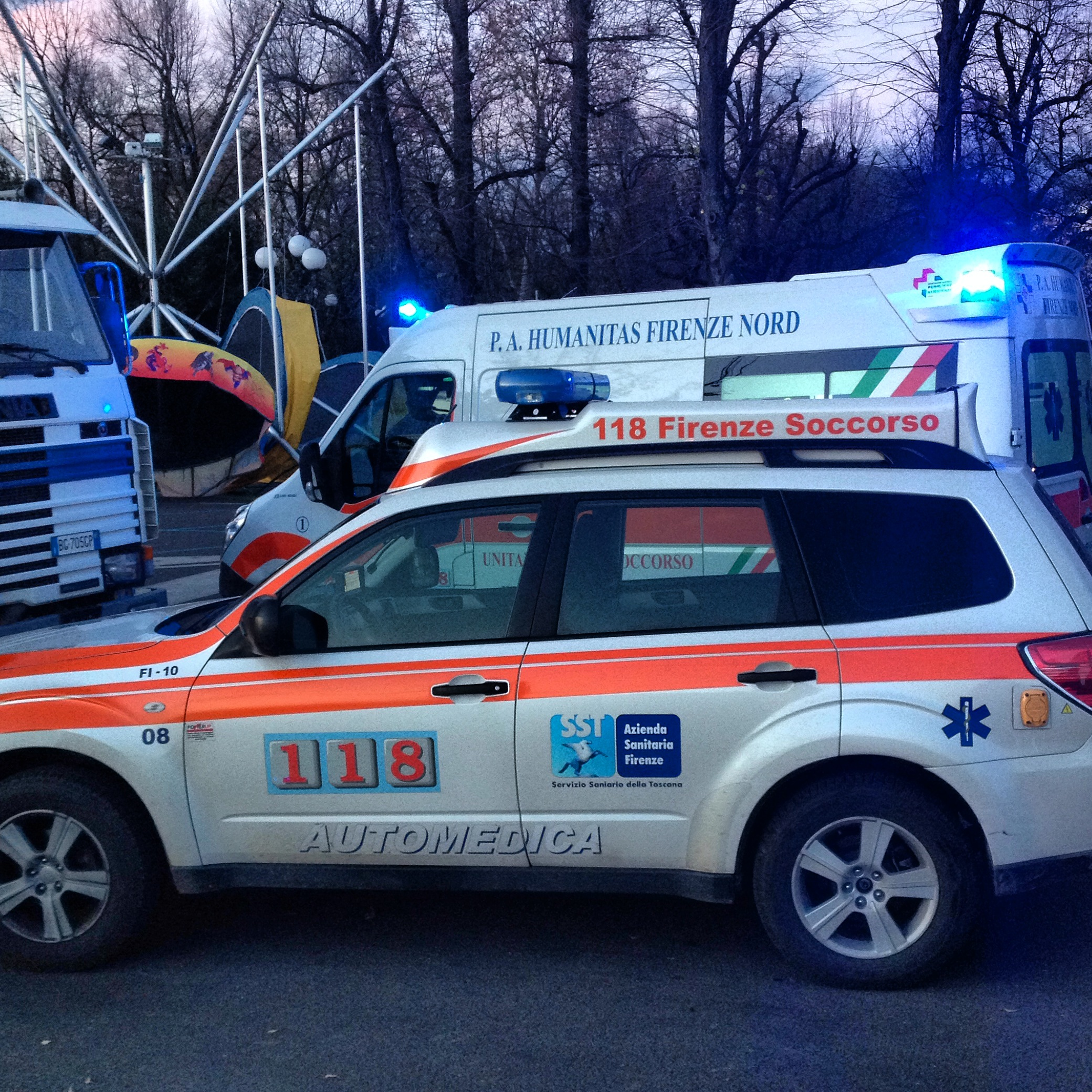
Automedica (M.S.A.) in appoggio a un'ambulanza Unità Mobile di Soccorso (M.S.B.) del 118 di Firenze

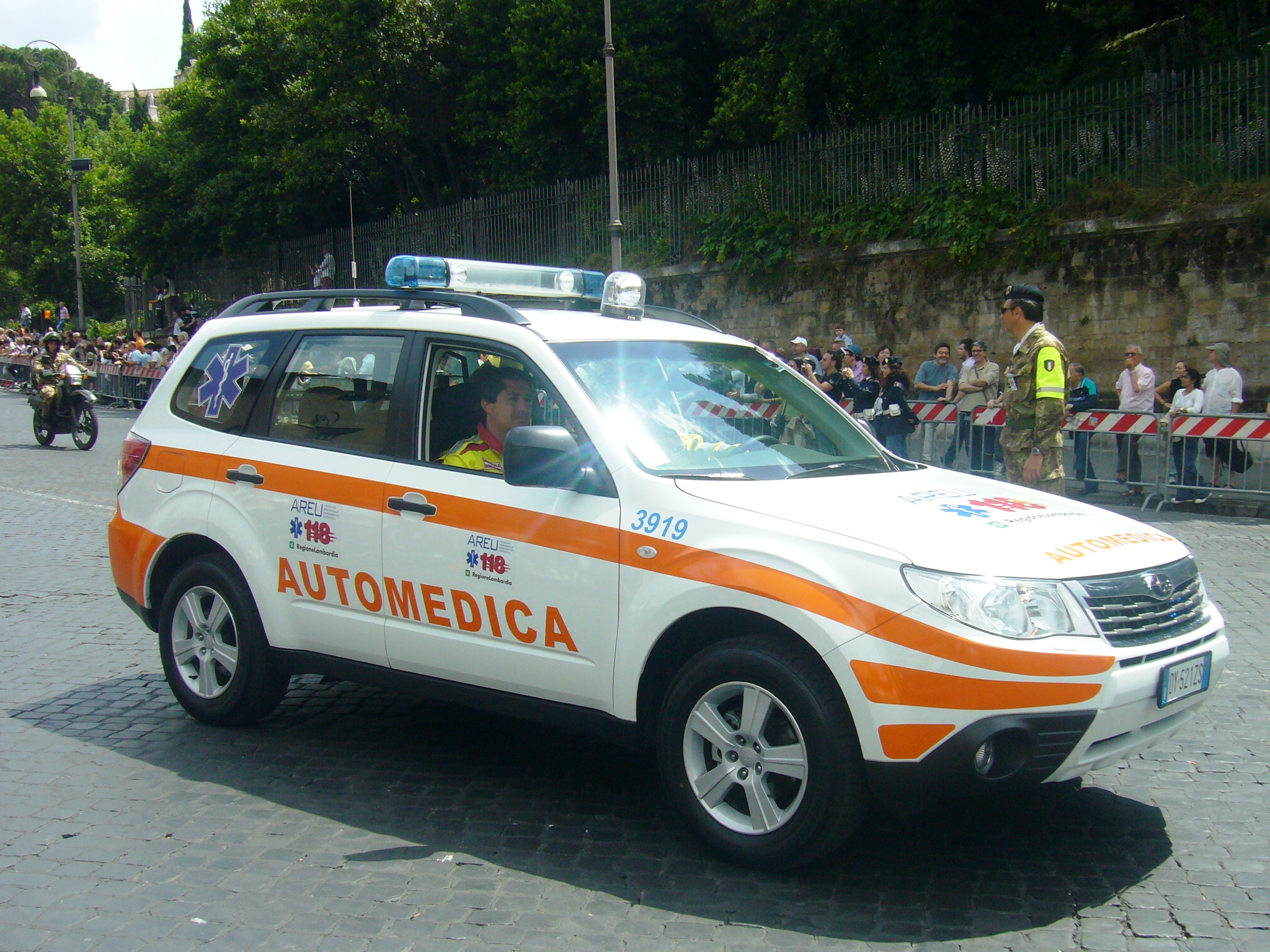
Una automedica dell'AREU Lombardia su base Subaru Forester

- Mezzo di soccorso di base (MSB o in inglese BLS): Ambulanze di proprietà di associazioni, cooperative sociali o enti di volontariato, con presente a bordo solo personale tecnico soccorritore certificato e abilitato ai servizi d'urgenza 118, formato con specifico corso di formazione, e con attrezzature sanitarie definite "di base" (protocollo BLS-D). Il mezzo prevede la presenza minima di norma di almeno 2 o 3 (in base ai vari protocolli regionali e locali) operatori tecnici soccorritori, che possono essere sia volontari, sia dipendenti delle vari "croci" convenzionate, qualificati ai servizi di soccorso sanitario urgente dopo aver seguito uno specifico iter formativo dipendente dalla realtà territoriale e con eventualmente brevetto BLS-D (uso del defibrillatore semiautomatico); uno di essi ricopre il ruolo di autista, un altro quello di capo-equipaggio, e un altro ancora quello di soccorritore (nelle realtà dove i soccorritori sono in tre). Al regolare equipaggio di 3 persone, in base ai regolamenti locali può essere aggiunto un soccorritore in addestramento, o un ulteriore soccorritore qualificato (noto come "Quarto").
- Mezzo di soccorso intermedio (MSI, MSAB o ILS): Ambulanza che oltre a 1 o 2 soccorritori (di cui un autista) prevede di norma nell'equipaggio un infermiere addestrato e autorizzato ad applicare algoritmi socio assistenziali di intervento specifici e avanzati. In alcune zone d'Italia, è attivo un altro tipo di MSI, definito "auto-infermieristica", ossia un'automobile guidata da un operatore soccorritore che trasporta un infermiere verso il luogo dell'evento in supporto agli MSB.
- Mezzo di soccorso avanzato (MSA o ALS), Ambulanza definita anche ambulanza medicalizzata: poiché nell'equipaggio sono presenti uno o due soccorritori (di cui un autista), un infermiere e un medico. Il personale medico, a seconda delle Regioni, può essere specializzato (anestesista-rianimatore o medico d’emergenza-urgenza) oppure abilitato all’emergenza territoriale tramite apposito corso d’idoneità all’emergenza sanitaria territoriale. Un altro tipo di MSA è l'automedica, un'automobile, su base "SUV" o "monovolume", non adibita al trasporto dei pazienti e che, guidata da un soccorritore, trasporta medico e infermiere sul luogo dell'evento in supporto ai mezzi di soccorso.

Le varie tipologie di mezzi di soccorso impiegati sono di norma stabilite su base regionale e provinciale, e quindi non in tutte le zone d'Italia vengono utilizzate queste tre tipologie di ambulanze; ad esempio in Lombardia e in Liguria, le ambulanze fornite da associazioni in convenzione con la locale CO 118 sono solitamente tutti mezzi "MSB" con a bordo quindi solo soccorritori, e le "MSA" sono solamente su base "Automedica" con a bordo personale sanitario messo a disposizione dalla CO 118 e dai vari ospedali della zona. Mentre in altre zone d'Italia, i mezzi "MSB" non esistono, ma esistono solamente Ambulanze medicalizzate (es. Calabria) o in rari casi con a bordo il solo infermiere (es. Emilia Romagna), e quindi mezzi MSA e MSI. Nella Regione Lazio ad esempio i mezzi cosiddetti ASI (Ambulanza di Soccorso Infermieristica) ex BLS o MSB prevedono, oltre all'autista e a un infermiere, la presenza opzionale di un barelliere.
L'ARES 118 della Regione Lazio ha cambiato, a partire dall'anno 2020, la denominazione della tipologia di mezzi in: ASI (Ambulanza di Soccorso Infermieristica) ex BLS/MSB; ASM (Ambulanza di Soccorso Medicalizzata) ex ALS/MSA; mentre AM (Automedica) è rimasta invariata.
Nelle realtà dove le ambulanze sono solo MSB: in caso di necessità l'équipe sanitaria seguirà il paziente a bordo di essa, fino all'ospedale di destinazione. In tal caso l'automedica seguirà l'ambulanza.
Arrivati sul posto, il personale inviato procede alla valutazione dell'infortunato e, dopo le manovre di stabilizzazione e di primo soccorso, contatta la centrale operativa per trasmettere i dati del paziente, la situazione riscontrata e per ottenere indicazioni in merito alla struttura ospedaliera verso cui eventualmente recarsi. Non sempre si viene inviati all'ospedale più vicino, in quanto la patologia del paziente può richiedere un ospedale con reparti altamente specializzati, come un centro traumatologico, pediatrico, oftalmologico e così via.
Nel caso sia necessario un trasporto rapido a grande distanza, o se la località dell'evento è difficilmente accessibile, può essere inviato l'elisoccorso, che trasporta medico, infermiere e un tecnico di elisoccorso (oltre al pilota e al tecnico aeronautico) che ovviamente possono caricare il paziente per trasferirlo nell'ospedale più adeguato.
All'arrivo in Pronto Soccorso, l'infermiere di triage rivaluta il paziente, e stabilisce il codice colore con cui sarà trattato nel reparto.

## Gli operatori e le associazioni di volontariato
Come detto, il servizio di soccorso sanitario in Italia si basa, nella maggior parte delle regioni, quasi completamente sull'operato delle associazioni di volontariato, che in convenzione con le locali centrali operative del 118 forniscono i mezzi sanitari (ambulanza, automedica etc.) e il personale soccorritore, che può essere sia volontario (la maggior parte di essi) che dipendente (in minore unità) dell'ente o dell'associazione in questione. Le Associazioni spesso sono associate fra loro a livello nazionale o interregionale; tra le più importanti troviamo la Croce Rossa Italiana, l'Associazione Nazionale Pubbliche Assistenze (ANPAS), la Confederazione nazionale delle Misericordie d'Italia, che ne stabiliscono lo statuto e i principi da seguire.
Per poter svolgere l'attività di soccorritore, ogni regione o provincia autonoma stabilisce in completa autonomia l'iter formativo e le attività che il soccorritore può svolgere, dividendo eventualmente la formazione in vari brevetti o livelli.

## Aspetti legali

### Abusi del servizio
Le telefonate ricevute dal servizio vengono registrate, mentre la maggior parte delle Centrali Operative può visualizzare il numero da cui proviene la chiamata (anche quando anonimo poiché mascherato dall'utente, oppure perché il numero viene composto da una cabina). L'abuso di servizio viene disciplinato dall'articolo 658 del Codice Penale, che lo definisce "procurato allarme presso l'Autorità": reiterate richieste di soccorso, ritenute non appropriate oppure moleste, possono comportare un'ammenda pecuniaria, ma anche l'arresto fino a sei mesi. È inoltre classificabile come ingiuria l'offesa o l'insulto rivolto agli operatori del servizio.
In tale casistica rientrano, soprattutto, le chiamate in cui vengono denunciati eventi non accaduti: tali gesti possono, tra l'altro, configurarsi come un'interruzione di pubblico servizio.

### Status speciale per i mezzi di emergenza
L'uso di segnalatori acustici e luminosi per i mezzi di soccorso, che deve necessariamente essere congiunto, è stabilito dall'art. 177 del Codice della strada, che al comma 1 dà la facoltà ai mezzi di soccorso di usare la sirena bitonale e i lampeggianti di colore blu, e ai comma 2 e 3 obbliga i veicoli in marcia sulla stessa strada a lasciare il passo.
In particolare, per i mezzi di emergenza si è stabilito l'uso esclusivo di lampeggianti/luci di colore blu, al contrario dei mezzi usati per trasporto materiale infiammabile, merci pesanti e altri, dotati di luci di sola segnalazione ma non di emergenza di colore arancione o giallo.
Impedire o intralciare l'intervento di un mezzo di soccorso, ad esempio con il proprio veicolo parcheggiato in modo illecito, configura la violazione del codice stradale, nonché l'interruzione di pubblico servizio. 
Tutti i mezzi di soccorso di proprietà di associazioni di volontariato, Regioni, ASL e Aziende Ospedaliere sono immatricolati con targa civile, e quindi in caso di violazioni del CDS, l'autista ne risponderà con la propria patente. Alcune Organizzazioni hanno un proprio registro automobilistico, proprie targhe e propri sistemi di autorizzazione alla guida ai propri appartenenti: i mezzi del Corpo Italiano di Soccorso dell'Ordine di Malta hanno targa “SMOM”; i mezzi della Croce Rossa Italiana hanno targa “CRI”; i mezzi della Croce Bianca Bolzano hanno targa "PC-ZS".
Secondo il codice della strada per condurre i mezzi di soccorso in servizio di emergenza, occorre aver compiuto il 21º anno di età e di aver conseguito la patente di categoria B (Art. 115 comma 1/e).